# NGC 3000
NGC 3000 – gwiazda podwójna znajdująca się w gwiazdozbiorze Wielkiej Niedźwiedzicy. Zaobserwował ją Bindon Stoney (asystent Williama Parsonsa) 25 stycznia 1851 roku i skatalogował jako obiekt typu mgławicowego.